# Isochlora maxima
Isochlora maxima là một loài bướm đêm trong họ Noctuidae.